# キヨスミウツボ
キヨスミウツボ（Phacellanthus tubiflorus）は、ハマウツボ科の寄生植物。本種のみでキヨスミウツボ属を構成する。キヨズミウツボと表記されることもある。

## 分布
日本全国と朝鮮半島、樺太、中国の東北部と中北部、ロシアのウラジオストックなどに分布。生育環境は、北海道のまばらな針葉樹林の林床から、温暖な常緑樹林の暗い林床までさまざまである。

## 分類
キヨスミウツボはハマウツボ科に分類される植物で、キヨスミウツボ属に分類される唯一の種である。また他に、キヨスミウツボ属には P. multiflorus が記載されていたが、これはオニクグ (Mariscus javanicus) のシノニムとされた。
ハマウツボ科は15属150種ほどからなる科であるが、それらの種もキヨスミウツボと同様に植物の根に寄生することが知られている。
確認されている最初の記録は、1823年から1829年の間に日本を訪れていたシーボルトとツッカリーニによって採集された標本で、1846年には、その二人によって原記載がおこなわれた。日本で確認されている最初の標本は、1882年に清澄山で採集された採集者不明の標本であると推定されている。
属名の Phacellanthus は、ラテン語で「束状の花」を意味しており、種小名の tubiflorus には、「筒状の花」という意味がある。和名は1895年に松村任三によって命名され、清澄山で発見されたことにちなんでいる。なお「ウツボ」は矢を入れる武具「靫」のことで、筒型の花序をこれに見立てて名づけられている。

## 形態、生態

### 生活史、形態
キヨスミウツボは、アジサイ科植物などの根に寄生する寄生植物である。他のハマウツボ科植物の場合、寄生相手である寄主はほぼ限られているのに対して、キヨスミウツボが寄主とする植物は、アジサイ、ムラサキシキブ、ウンゼンツツジ、アラカシ、ウラジロマタタビなど多岐にわたる。寄主から直接養分を得るため葉緑体は持たず、植物体の色ははじめ白色で、次第に黄色味を帯びる。地中に伸ばした寄生根（吸根）が寄主の根をとりこんで、寄主の養分を吸収して生活している。吸収した養分は根や花茎の細胞内にデンプン粒として貯蔵する。梅雨の一時期のみ地上に花茎を伸ばし、開花、結実して地上部が枯死した後、夏、秋には地下部の根に栄養を蓄積しながら生長し、冬は休眠して越冬する。1年で寿命を終える株が多いが、7年以上生育している株もある。
植物体の地上部は高さ5-11cmで、毛はない。茎は卵形の鱗片葉に覆われる。鱗片葉は長さ5-10mm、幅3-4mm。苞葉は長さ1.5-2.3cm、幅5–8mm。

### 花
花期は6-7月、花序は筒状で、長さは2.5–3cm。茎の先端に数個から十数個の花からなる花穂を形成する。雌しべは1本、雄しべは通常3-4本であるが、雄しべは5本あるものもある。花には芳香のあるタイプ（芳香型）と無いタイプ（無香型）があり、それぞれ雄しべと雌しべの位置や生殖方法も異なる。芳香型は雌しべの先端（柱頭）の位置が雄しべより高く、訪花昆虫による他家受粉によって結実している。一方無香型は柱頭が雄しべより低い位置にあり、自家受粉によって結実する。このことが判明するまでは、キヨスミウツボは自家受粉しないとされていた。
また芳香型と無香型では染色体数が異なり、芳香型は2n=38の2倍体、無香型は2n=76の4倍体（倍数体）であることが明らかとなった。またこの二つの型が交配して、不稔性の3倍体（2n=57）ができることもある。なおこの3倍体は、かすかに芳香がすることから「中間型」とされ、花粉には稔性が無い。
キヨスミウツボの花は、糖度約10%の薄い蜜を多量に分泌しているが、これは寄主から吸収した師管液を流用したものであると推測されている。主要な送粉者としてはエゾトラマルハナバチが知られているが、糖度の低い蜜を多量に分泌するのはスズメガ類を送粉者として利用する植物の特徴であり、ガによる送粉が行われている可能性も指摘されている。

### 果実
果実は卵形で、長さ1.0-1.4cm、幅5-8mm、中に多数の種子が入っている。種子は洋梨形で、大きさは0.2-0.4mm。なお果実は朔果であるとされることが多いが、実際には液果である。果実が食害されて割れた様子が朔果のように見えるため、長い間朔果であると誤認されていたものと考えられている。
果実はアカネズミやハタネズミ、鳥類、マダラカマドウマ（カマドウマ科の昆虫）などに被食されているが、このうちハタネズミ以外の糞からは種子が見つかっており、これらの動物が種子散布者となっている可能性が示唆されている。

## 保護
キヨスミウツボは、もともと産地が限られている上、森林伐採などの土地開発が進んだことによって、各地で絶滅の危機に瀕している。日本の環境省が作成したレッドデータブックには記載がないが、各都道府県で作成されたレッドデータブックのうち、33都道府県のレッドデータブックに絶滅危惧種として、3県のレッドデータブックに要注目種、あるいは情報不足として掲載されている。そのため各地で保護活動が行われている。
例えば、兵庫県の神戸市西区では、宅地造成によって消滅が危惧された個体群について、種子から苗を増殖させ、多様な生物が生活できる環境を整備した公園に、キヨスミウツボを移植する計画が進められた。それに当たって、これまで明らかになっていなかった種子の発芽特性について研究が進められ、寄主の活性や樹種、散水による夏場の気温調整、地表面を日陰にする、などの条件を整えることによって、発芽、寄生を人工的に成功させた。しかし、移植した苗の定着力は低く、移植した個体が定着するには至っていない。
また岡山県では、自然公園法によって大山隠岐国立公園や氷ノ山後山那岐山国定公園の指定植物に選定されている。